# Deres Majestæter Kong Gustaf VI Adolf og Dronning Louise af Sverige
|  | Denne artikel er oprettet af botten PalnaBot ud fra en ekstern database. Den kan derfor have sproglige fejl eller mangler. Denne skabelon kan fjernes efter kontrol af indholdet. |

Deres Majestæter Kong Gustaf VI Adolf og Dronning Louise af Sverige er en film med ukendt instruktør.

## Handling
INDHOLD: 01:00:00 Gunnar Wangel fortekster. Deres Majestæter Kong Gustav VI Adolf og Dronning Louise af Sverige. Det officielle besøg i Danmark 24-26. marts 1952. 01:00:21 København flagsmykket. Svenske motiver i butiksvinduer. På rådhuspladsen venter mange mennesker på de kongelige. 01:00:41 Der strøes sand på asfalten. 01:01:07 Tivoligarden har taget opstilling foran Hovedindgangen. 01:01:11 Den kongelige Livgarde marcherer op foran Københavns hovedbanegård. Den røde løber fejes. 01:01:52 Kong Frederik IX og dronning Ingrid ankommer i bil. 01:02:06 Kong Frederik og kong Gustav kommer ud af Hovedbanegården. Med husareskorte køres der gennem byen til Amalienborg slot. 01:04:03 De kongelige kommer ud på slottets balkon, og hyldes af en stor menneskemængde på slotspladsen. 01:04:34 I Ryvangen lægger den svenske konge en krans ved mindesmærket for frihedskampens faldne. Hjemmeværnet danner æresvagt. 01:05:28 Kong Gustav besøger Statens forsøgsgård "Favrholm" ved Hillerød. Mange pressefotografer og filmfotografer er til stede. Politibetjent må holde nysgerrige væk. 01:07:45 Kongen besøger også pelsdyrfarmen "Trollesminde". De store pelsgårde vises frem. Slut ved 01:08:52